# يرغيشورن
يرغيشورن (بالإنجليزية: Ergischhorn)‏ هو أحد جبال سلسلة جبال الألب بينيني وجزء من القمة الأم يقع في سويسرا. يبلغ ارتفاع الجبل حوالي 2526 متر، بينما يبلغ ارتفاع نتوء الجبل متر.